# Оповідь служниці (фільм)
«Оповідь служниці» (англ. The Handmaid's Tale) — фантастична драма німецького режисера Фолькера Шльондорфа, знята у 1990 році на основі однойменного роману Маргарет Етвуд.

## Сюжет
Дія фільму відбувається в майбутньому у вигаданій тоталітарній державі Республіка Гілеад, що знаходиться на території нинішніх США. У Гілеаді вся влада і всі права належать військовим. Інші громадяни республіки є їхніми слугами (фактично рабами). 
Через забруднення в державі лише одна із сотні жінок можуть народжувати. Тому для виношування потомства з усієї Республіки насильно зганяють жінок репродуктивного віку, які здатні до розмноження. Жінок тримають під постійним наглядом живуть в спеціальному приміщенні, що охороняється, поки вони проходять курс підготовки. Після чого жінок вибирають дружини офіцерів як коханок для своїх чоловіків. Таких жінок називають служницями, вони повинні носити одяг червоного кольору і виконувати ряд релігійних обрядів. Ці жінки не мають права володіти власністю, працювати, мати стосунки і секс, читати і писати. Вони не можуть бігати вранці, влаштовувати пікніки і вечірки, їм заборонено вдруге вступати в шлюб. Їм залишена лише одна функція — дітонародження.
У центрі сюжету — колишня бібліотекарка Кейт, яка після невдалої спроби втекти з країни виявляється в таборі для майбутніх служниць. Її чоловіка вбивають прикордонники, а їхня дочка заблукала в лісі. Її призначають служницею Командора. Господарі дають їй ім'я Оффред. Один раз в день вона може вийти за покупками, але ні розмовляти, ні згадувати їй не можна. Раз на місяць вона зустрічається зі своїм господарем і молиться, щоб від їх злучення народилась здорова дитина. Згодом Кейт закохується у водія Командора Ніка, від якого вагітніє.
Врешті Кейт вбиває ненависного Командора. За нею приїжджає поліція. Але це виявляється перевдягнений загін повстанців, до якого належить Нік. У фінальній сцені Кейт живе самотньо у трейлері, вагітна. Працює зв'язковою з Рухом Опору. Вона попрощалась з Ніком та роздумує, чи зможуть вони колись бути разом.

## Ролі
- Наташа Річардсон — Кейт / Оффред
- Роберт Дюваль — Командор
- Фей Данавей — Серена Джой
- Елізабет Макговерн — Мойра
- Айдан Квінн — Нік
- Вікторія Теннант — Аунт Лідія
- Бланш Бейкер — Офглен
- Трейсі Лінд — Джанін / Офваррен
- Райнер Шин — Люк, чоловік Кейт
- Роберт Рейфорд — Дік
- М'юз Вотсон — охоронець
- Білл Овен — телеведучий
- Деід Дакс — доктор
- Блейр Ніколь Штрубль — Джилл, дочка Кейт